# John Key
John Phillip Key (født 9. august 1961) er en newzealandsk politiker og tidligere premierminister fra den 19. november 2008 til 2017.